# Ctenomys tulduco
Ctenomys tulduco е вид бозайник от семейство тукотукови (Ctenomyidae).

## Разпространение
Видът е разпространен в Аржентина.